# Davide Puccini
Davide Puccini (Piombino, 12 gennaio 1948) è un filologo, critico letterario e poeta italiano.

## Biografia
Davide Puccini è nato e risiede a Piombino. Si è laureato all'Università di Firenze nel 1971 con una tesi su Camillo Sbarbaro, che in seguito è stata pubblicata con il titolo Lettura di Sbarbaro (1974). È stato a lungo professore negli Istituti Superiori di secondo grado, affiancando però all'attività didattica quella di filologo e critico letterario, nell'ambito dell'italianistica, e successivamente quella di poeta e narratore.
Per Garzanti, dopo aver contribuito all'antologia Poesia italiana del Novecento (1980), ha curato varie opere di Giovanni Boine (1983), il Morgante di Luigi Pulci (1989) e le poesie volgari del Poliziano (1992, ottava ristampa 2012). Per la Newton Compton si è occupato di un'edizione ampiamente annotata del Furioso ariostesco (1999, 2006 e 2016). Fra le sue opere figurano anche due curatele per i «Classici italiani» della Utet: Il Trecentonovelle (2004) e Il libro delle rime (2007) di Franco Sacchetti. Ha curato inoltre, per le Edizioni San Marco dei Giustiniani, le Lettere ad Adriano Guerrini di Camillo Sbarbaro (2009); per Le Lettere, le Opere di Renato Fucini (2012) e, per le Edizioni di Storia e Letteratura, le Favole e Sonetti pastorali di Luigi Clasio (2016).
Ha collaborato e collabora con saggi e recensioni a varie riviste, tra cui "Studi novecenteschi", "Giornale storico della letteratura italiana", "Lingua nostra", "Poesia", e condirige "Letteratura cavalleresca italiana". Sul mensile genovese "Il Gallo" ha tenuto per dieci anni una rubrica di poesia, presentando ogni volta un autore con un sintetico ritratto critico e una scelta antologica. I suoi versi e alcuni racconti sono apparsi su varie riviste di militanza letteraria, prevalentemente in "Resine", "Lunarionovo", "Astolfo", "Vernice", "Nuovo Contrappunto", "Il banco di lettura", "Capoverso". È presente in varie antologie, tra cui A mio padre. L'amore filiale nelle più belle poesie della letteratura italiana, a cura di L. Luisi (Roma, Newton Compton, 2007) e Umana, troppo umana. Poesie per Marilyn Monroe, a cura di F. Cavallaro e A. Fo (Torino, Aragno, 2016).
Il suo primo libro di poesie, Il lago del cuore, è stato pubblicato solo nel 2000: il titolo combina Dante (Inf. I 19, 21) con Montale (l'espressione ricorre nell'inizio di Tramontana e, con leggera variazione, in Dora Markus 22-24) Vi hanno fatto séguito Gente di passaggio (2005), che sviluppa il tema del dolore per il lutto, su cui si imperniava la raccolta d'esordio, in una vasta meditazione lirica sulla precarietà della preziosa esperienza di ciascun uomo; e quindi Madonne e donne (2007: una delicata rassegna di figure femminili di celebri pittori, ri-prodotte nella musica del verso) e Parole e musica (2010: il ruolo di contraltare alla poesia è qui sottratto alle arti figurative e consegnato alla musica,  soprattutto Mozart).
Successivamente ha pubblicato un romanzo, Il libro e l'anima (2015), che si serve del genere fantasy per affrontare un discorso di alto profilo morale e culturale, senza però nulla togliere al piacere della lettura. La quinta raccolta di versi, Il fondo e l'onda (2016), rievoca il mondo dell'infanzia e in particolare i giochi di quegli anni lontani ormai scomparsi dal nostro presente tecnologico. Nel 2018 è uscito un secondo romanzo, La stagione del mare, che attraverso i dettagli della vita quotidiana delinea l'educazione sentimentale e morale di un ragazzo in una cittadina di provincia all'inizio degli anni Sessanta.

## Opere

### Curatele
- Lodovico Ariosto Orlando furioso, Roma, Newton Compton, 1999; seconda ed. aggiornata 2006; terza ed. aggiornata 2016.
- Giovanni Boine Il peccato, Plausi e botte, Frantumi, Altri scritti, Milano, Garzanti, 1983.
- Renato Fucini, Opere, Firenze, Le Lettere, 2011; seconda ed. riveduta e corretta 2018; terza ed. 2022.
- Poesia italiana del Novecento, Milano, Garzanti, 1980.
- Angelo Poliziano Stanze, Orfeo, Rime, Milano, Garzanti, 1992; undicesima ristampa 2020.
- Luigi Pulci, Morgante, Milano, Garzanti, 1989.
- Franco Sacchetti, Trecentonovelle, Torino, «Classici Italiani» Utet, 2004.
- Franco Sacchetti, Il libro delle rime Torino, «Classici Italiani» Utet, 2007.
- Camillo Sbarbaro, Lettere ad Adriano Guerrini, Genova, San Marco dei Giustiniani, 2009.
- Luigi Clasio, Favole e sonetti pastorali, Roma, Edizioni di Storia e Letteratura, 2016.
- Lo zibaldone autografo di Franco Sacchetti, in "Rivista di letteratura tardogotica e quattrocentesca", I, 2019, pp. 21-143.

### Poesia
- Il lago del cuore, prefazione di Ninnj Di Stefano Busà, s.l., Lineacultura, 2000.
- Gente di passaggio, prefazione di Elio Andriuoli, Torino, Genesi Editrice, 2005.
- Madonne e donne, Faloppio (Co), LietoColle, 2007.
- Parole e musica, Faloppio (Co), LietoColle, 2010.
- Il fondo e l'onda, prefazione di Alessandro Fo, Busto Arsizio (Va), Nomos Edizioni, 2016.
- Animali diversi ed altri versi, prefazione di Giancarlo Pontiggia, Borgomanero (No), Giuliano Ladolfi Editore, 2021.
- Il falco e la colomba, Novara, Interlinea, 2024.

### Narrativa
- Dopo l'incidente (racconto), in "Resine", 22, luglio-settembre 1977, pp. 55-62.
- Le mani (racconto), in "Lunarionuovo", 42, luglio 1987, pp. 76-78.
- La carta igienica (racconto), in "Lunarionuovo", 49-50, dicembre 1988, pp. 143-44.
- Lenta la neve (racconto), in "Resine", 22 (n. s.), primo trimestre 1996, pp. 57-58.
- Le formiche (racconto), in "Le Muse", I, 1, dicembre 2002, p. 30.
- L'alleato (racconto), in "Vernice", IX, 24-25, maggio 2003, pp. 198-203.
- Il bandito (racconto), in AA. VV., Il cuccettista e altri racconti, Carpi (Mo), APM Edizioni, 2005, pp. 129-37.
- Il libro (racconto), in "Il banco di lettura", 32, 2006, pp. 31-33.
- Il libro e l'anima (romanzo), Faloppio (Co), LietoColle, 2015.
- La stagione del mare (romanzo), Borgomanero (No), Giuliano Ladolfi Editore, 2018.
- Le targhe (racconto), in "L'immaginazione", XXXVII, 322, marzo aprile 2021, pp. 12-13; poi in versione ampliata in "Il Portolano", XXVI-XXVII, 103-104, ottobre 2020-marzo 2021, pp. 44-47.
- Lapidi. Congetture su due morti esotiche (racconto), in «Xenia», VII, 2, giugno 2022, pp. 65-69; poi in "Il Portolano", XXIX, 114-116, luglio-dicembre 2023, pp. 105-108.
- Dittico del denaro, in "Xenia", VII, 3, settembre 2022, pp. 52-58.
- Stendere i panni come opera d'arte, in "Xenia", VIII, 2, giugno 2023, pp. 77-80.
- Uno Shakespeare DOC, in AA. VV., Tre primi e cinquantotto secondi ovvero Trentatré aneddoti bibliografici vissuti, letti o raccontati in quattro minuti o poco più, Firenze, Biblioteca di Villa Classica, 2024, pp. 73-74.
- La biblioteca universale, in "Il Portolano", XXX, 118-119, luglio-dicembre 2024, pp. 57-60.

### Saggi
- Appunti sulle varianti in prosa di Camillo Sbarbaro, in "Studi e problemi di critica testuale", 5, ottobre 1972, pp. 237-50.
- Lettura di Sbarbaro, Firenze, Nuovedizioni Enrico Vallecchi, 1974.
- Boine e La Riviera Ligure, in Giovanni Boine. Atti del convegno nazionale di studi. Imperia, 25-27 novembre 1977, a cura di Franco Contorbia, Genova, Il melangolo, 1981, pp. 207-19.
- Parronchi contro il tempo, in "L'Albero", XXXI, 63-64, 1980 [ma 1982], pp. 341-42.
- Parole e musica: le lettere di Mozart, in "L'Albero", XXXII, 65, 1982 [ma 1983], pp. 204-10.
- La stella di Sereni, in "Resine", 16 (n.s.), aprile-giugno 1983, pp. 78-82.
- Il violino di Caproni, in "Resine", 17 (n.s.), luglio-settembre 1983, pp. 35-40.
- Le poesie di Rebora, in "L'albero", XXXIV, 67, 1982 [ma 1984], pp. 176-79.
- Caproni: la forza della musica, in "L'albero", XXXVI, 69, 1983 [ma 1985], pp. 147-50.
- Caproni: il finito e l'infinito, in "Resine", 30 (n.s.), ottobre-dicembre 1986, pp. 51-54.
- Due studi liguri (Boine a Novaro e Appunti per un'edizione critica delle opere di Sbarbaro, in "Resine", 32 (n.s.), aprile-giugno 1987, pp. 5-12.
- Eterogeneità ed unità nell'opera di Giovanni Boine (Tra musica e letteratura: sulle tracce di una dispersa novella moresca), in "Resine", 34 (n.s.), ottobre-dicembre 1987, pp. 3-18.
- La poesia dialettica di Guerrini, in "Resine", 37 (n.s.), luglio-settembre 1988, pp. 7-13.
- "Sbarbaro, estroso fanciullo", in "Ca' de sass", 109, marzo 1990, pp. 34-40.
- Ipotesi su "berzo" ("bierzo"), in "Lingua nostra", LII, 1991, pp. 54-55; Postilla a "berzo", ivi, LIII, 1992, p. 106; Ancora su "berzo", ivi, LXVII, 2006, p. 59; Consuntivo su "berzo", ivi, LXXIX, 2018, pp. 13-14; poi in versione ampliata in "Letteratura cavalleresca italiana", I, 2019, pp. 59-65.
- Vico Faggi poeta, in "La Riviera ligure", IV, 9, ottobre 1992-marzo 1993, pp. 7-12.
- Tracce leopardiane in Giovanni Boine, in "Resine", 84 (n.s.), aprile-giugno 2000, pp. 7-13.
- Adriano Guerrini saggista: fra poetica, polemica e didattica, in "Resine", 85 (n.s.), luglio-settembre 2000, pp. 55-60.
- Una fonte per Margutte, in "Giornale storico della letteratura italiana", vol. CLXXVII, fasc. 580, 2000, pp. 534-39.
- Renzo Gherardini, in "Studi novecenteschi", XIX, 63-64, giugno-dicembre 2002, pp. 7-28.
- Sul titolo del Trecentonovelle, in "Lingua nostra", LXIII, 2002, pp. 94-95; Luigi Matt, Ancora sul titolo del Trecentonovelle, ivi, LXV, 2004, pp. 114-16; Di nuovo sul titolo del Trecentonovelle, ivi, LXVI, 2005, pp. 43-45.
- Cartoline in franchigia: trasfigurazione di un'amicizia, in Camillo Sbarbaro. Atti della giornata di studio. 11 aprile 2003, Genova, Edizioni San Marco dei Giustiniani, 2003, pp. 91-100.
- Manzoni lettore di Sacchetti, in "Giornale storico della letteratura italiana", vol. CLXXXI, fasc. 595, 2004, pp. 437-41; poi aggiornato in "Satura", II, 8, quarto trimestre 2009, pp. 28-31.
- Guerra civile, in "Lingua nostra", LXVII, 2006, pp. 51-53.
- Raffaello Ramat commentatore dei classici: dall'estetica alla filologia, in "Studi novecenteschi", XXXIII, 73, gennaio-giugno 2006, pp. 39-51.
- Ancora sulle settantadue lingue di Babele, in "Letteratura italiana antica", VIII, 2007, pp. 359-61.
- Spigolature ariostesche, in "Lingua nostra", LXVIII, 2007, pp. 70-73.
- Luciano Erba: lo scoiattolo e il nulla, in "Forum italicum", XLI, 1, Spring 2007, pp. 236-39.
- Bigolone e bighellone, in "Lingua nostra", LXIX, 2008, pp. 12-19.
- Inferno XXVI 111-12 (e 125), in "Letteratura italiana antica", IX, 2008, pp. 191-92.
- L'opera in prosa: alla ricerca dell'essenzialità, in Fondazione Mario Novaro, Margherita Faustini. Prose e versi, Recco (Genova), Le Mani-Microarts' Edizioni, 2010, pp, 29-65.
- Il giovane Leopardi dalle sue prime lettere, in "Satura", III, 11, terzo trimestre 2010, pp. 3-8.
- Un poeta da riscoprire: il Clasio (Luigi Fiacchi), in "Satura", IV, 16, quarto trimestre 2011, pp. 14-19.
- I cento anni di "Resine", in "Resine", 130 (n.s.), quarto trimestre 2011, pp. 57-72.
- Due note su Renato Fucini (Appunti per un'edizione critica di "Acqua passata" e di "Foglie al vento" e L'Abreo rigattieri), in "La parola del testo", XIV [ma XV], 1-2, 2011, pp. 181-94.
- Tressette, in "Lingua nostra", LXXIII, 2011, pp. 33-36.
- Due nuove note su Renato Fucini (Due dispersi epitalami di Renato Fucini e Lettere inedite di Renato Fucini a Giovanni Procacci), in "La parola del testo", XVI, 1-2, 2012, pp. 151-75.
- Silvio Ramat dopo Tutte le poesie, in "Studi medievali e moderni", XVI, 1-2, n. 31, 2012, pp. 57-66.
- Recensione a S. Ramat, La dirimpettaia e altri affanni (Milano, Mondadori, 2013), in "Poesia", XXVI, 288, dicembre 2013, pp. 54-56.
- Cinque lettere di Giorgio Caproni, in "Resine", 134-135, 4º trimestre 2013-1º trimestre 2014, pp. 73-77.
- Alessandro Fo e la poetica del carpe diem, in "La parola del testo", XVIII, 1-2, 2014, pp. 213-55.
- Schede lessicografiche per il "Trecentonovelle" di Franco Sacchetti, in "Lingua nostra", LXXV, 2014, pp. 30-38.
- Le "Mancanze" di Alessandro Fo, in "Il Portolano", XX, 78-79, luglio-dicembre 2014, pp. 19-20.
- Luigi Fiacchi (il Clasio). Favole e sonetti, in "Poesia", XXVIII, 301, febbraio 2015, pp. 57-67.
- Gettare (il collare) sul fico, in "Lingua nostra", LXXVI, 2015, pp. 20-25.
- Recensione a S. Ramat, Elis Island (Milano, Mondadori, 2015), in "Poesia", XXIX, 311, gennaio 2016, pp. 49-50.
- La lingua poetica di Renzo Gherardini, in "Il Portolano", XXII, 84-85, gennaio-giugno 2016, pp. 1-3.
- Francesco Petrarca dalle "Familiari" alle "Senili", in "Xenia", I, 2, dicembre 2016, pp. 3-10.
- Stirazza, in "Lingua nostra", LXXVII, 2016, pp. 86-87.
- Nuovi contributi per il Poliziano volgare, in "Lingua nostra", LXXVIII, 2017, pp. 21-26.
- Vegliatura, ivi, pp. 41-42.
- Tra epifania e epifonema, in Atti del Convegno "La poetica di Alberto Caramella" (Firenze, 25 marzo 2016), Firenze, Edizioni Polistampa, 2017, pp. 83-86.
- L'atto di battesimo di Luigi Clasio, in "La parola del testo", XXII, 1-2, 2018, pp. 129-30.
- Silvio Ramat "Fuori stagione", in "Poesia", XXXI, 335, marzo 2018, pp. 34-35.
- Fucini e Puccini, in "Xenia", III, 4, dicembre 2018, pp. 64-67.
- Varianti d'autore nelle "Stanze" del Poliziano, in "Letteratura italiana antica", XX, 2019 (Studi di letteratura antica, moderna e contemporanea in onore di Antonio Lanza, tomo I), pp. 439-44.
- Termini francesi e inglesi nell'"Airone" di Bassani, in "Lingua nostra", LXXX, 2019, p. 47.
- Silvio Ramat. Sessanta anni di poesia, in "Poesia", XXXIII, 356, febbraio 2020, pp. 32-39.
- Un rimedio peggiore del male, in "Lingua nostra", LXXXI, 2020, pp. 31-33.
- Patana, ivi, pp. 44-45.
- Vico Faggi: Filastrocche e ballate per i nipoti, in "La Riviera ligure", XXXI, 91-92, gennaio-agosto 2020, pp. 62-86.
- Fedeltà alla poesia, in Nel solco del verso. Le carte di Guido Zavanone. Studi e testimonianze, Genova, Fondazione Guido e Giovanna Zavanone, 2021, pp. 203-208.
- "Predando or uno or altro fiore". Schede latine per furti volgari, in "Parole rubate/Purloined Letters", fasc. 23, giugno 2021, pp. 239-49.
- Equinozio d'autunno (recensione a S. Carrai, Equinozio, s.l., Industria e Letteratura, 2021), in "Il Portolano", XXVIII, 108-109, gennaio-giugno 2022, pp. 80-82.
- Antonia Pozzi: dalle edizioni Mondadori all'edizione definitiva, in "L'età delle parole è finita per sempre"? Una kermesse dedicata a Antonia Pozzi, a cura di Gianni Criveller, s.l., Fara Editore, 2022, pp. 55-65.
- La poesia di Vico Faggi tra estetica ed etica, in Vico Faggi: ritratto multiplo. Atti del Convegno "Vico Faggi dieci anni dopo", a cura di Maria Teresa Orengo, Bologna, Pàtron Editore, 2022, pp. 29-39.
- Silvio Ramat: sessant'anni di poesia, in "La parola del testo", XXVI, 1-2, 2022, pp. 203-20.
- Un monumento per Sbarbaro, in «Xenia», VII, 2, giugno 2022, pp. 87-96.
- Cercatore d'amicizia. Carteggi di Raffaello Ramat, in "Il Portolano", XXVIII, 110-111, luglio-dicembre 2022, pp. 77-86.
- Le "verdi campane" di Montale, in "Xenia", VII, 4, dicembre 2022, pp. 55-59.
- "Al parer mio" ("Morgante" I 1 3), in "Lingua nostra", LXXXIII, 2022, pp. 95-100.
- Renato Fucini e la musica, in "La parola del testo", XXVII, 1-2, 2023, pp. 123-31.
- Donata Berra. L'opera totale, in "Poesia", IV (n.s.), 18, marzo-aprile 2023, pp. 74-83.
- Italo Calvino "scoiattolo della penna", in "Il Gallo", XLVII (LXXVII), 848, giugno 2023, pp. 17-18.
- Un raggio divino tra gli esseri umani in Anche domani. Testimonianze critiche per la poesia di Alessandro Fo, a cura di Caterina Lazzerini, Francavilla Marittima (CS), Macabor, 2023, pp. 65-70.
- Un'intervista inedita di Giorgio Caproni, in "Xenia", VIII, 4, dicembre 2023, pp. 85-90.
- La rivincita di Luigi. Il rifiorire degli studi pulciani, in "Il Portolano", XXIX, 114-115, luglio-dicembre 2023, pp. 39-44.
- Manoscritti autografi del Clasio, in "Studi di erudizione e di filologia italiana", XI, 2023 [ma 2024], pp. 121-41.
- Recensione ad Alessio Decaria, Il lauro folgorato. La congiura dei Pazzi, le "Stanze per la giostra", il "Morgante" (Roma, Edizioni di Storia e Letteratura, 2023), in "Italianistica", LIII, 3, settembre-dicembre 2024, pp. 158-59.
- Recensione a F. Strologo, Il caso dell'"Orlando" laurenziano (Ravenna, Longo, 2023), in "Letteratura cavalleresca italiana", V, 2023 [ma 2024], pp. 108-12.
- Alla porta coi sassi, in "Lingua nostra", LXXXV, 2024, pp. 43-48.
- Le carte della vita. L'opera in versi di Domenico Camera, in "Il Portolano", XXX, 116-117, gennaio-giugno 2024, pp. 46-51.
- Essere per le buche, in "Lingua nostra", LXXXV, 2024, pp. 91-92.
- Una nuova edizione delle "Lettere" di Luigi Pulci, ivi, pp. 93-97.
- Con parole remote. Le origini della poesia di Pontiggia, in "Il Portolano", XXX, 118-119, luglio-dicembre 2024, pp. 83-86.
- Recensione ad Alice Ferrari, Il lessico del "Morgante" di Luigi Pulci. Studio e glossario (Firenze, Accademia della Crusca, 2024), in "Lingua nostra", LXXXVI, 2025, pp. 59-61.